# Lina Örnberg
Lina Örnberg, född 28 maj 1990, är en svensk innebandyspelare från Skellefteå. 

## Karriär
Örnberg inledde innebandykarriären som damjunior 2006 i Hammarängen IF. Hon fortsatte i klubben till 2008 men varvade med spel i Skellefteå Innebandy IF. Under de 26 elitseriematcher hon spelade för Skellefteå Innebandy IF säsongen 2009/2010 gjorde hon 21 poäng, vilket var poängbäst i Skellefteå. År 2010 bytte hon klubb till Umeå-laget IBK Dalen i damernas elitserie och fortsatte spela för dem fram till 2014. I IBK Dalen spelade hon forward med nummer 96 på ryggen.
I maj 2012 var hon en del av det svenska student-landslaget som tog VM-guld i Prag. Örnberg gjorde ett av Sveriges mål i finalen, där man besegrade Tjeckien med 5–2. 